# Voorhof (Delft)
De Voorhof is een woonwijk in Delft, in de Nederlandse provincie Zuid-Holland. De wijk, met veel hoogbouw, is een onderdeel van Delft-Zuid, dat ten zuidwesten van het centrum van Delft ligt. De Voorhof is in de jaren 60 gebouwd.
De woningdichtheid is door de flats hoog. De Voorhof is de dichtstbevolkte wijk van Delft en behoort ook tot de wijken van Nederland met de meeste woningen per hectare. Voorhof-Hoogbouw heeft een van de hoogste bevolkingsdichtheden van Nederland. Ongeveer 80% is huurwoning, 20% koopwoning.
De Voorhof wordt aan de noordkant begrensd door de Westlandseweg, aan de zuidkant door de Kruithuisweg, aan de westkant door de Beatrixlaan en aan de oostkant door het traject van het spoor. Midden in de buurt bevindt zich het winkelcentrum De Hoven Passage. Het kantoorgebouw Delft Hoog met 22 verdiepingen ligt aan dit winkelcentrum.
In de Voorhof wonen in vergelijking met andere wijken veel mensen van buitenlandse afkomst. De Voorhof kan worden gezien als een migrantenwijk. Ongeveer de helft van de bevolking is autochtoon. Er staan twee kerken in de Voorhof: de Adelbertkerk en de Marcuskerk en een moskee.

## Poptahof
Een gedeelte van Voorhof staat bekend als de Poptahof, dat aan de noordzijde van de wijk ligt. De Poptahof wordt ingesloten door vier belangrijke wegen: de Papsouwselaan, Martinus Nijhofflaan, Prinses Beatrixlaan en Westlandseweg. Winkelcentrum In de Hoven ligt tegen de Martinus Nijhofflaan aan. Het omgeving stond voordat er werd gebouwd als Abtswoude bekend, maar de naam Popta komt in het gebied al sinds de 13e eeuw voor.
De Poptahof is net zoals de andere delen van de Voorhof in de jaren 60 gebouwd. Er werden eerst acht flats met elf verdiepingen gebouwd. De woningen zijn vooral bestemd voor de huishoudens met lage inkomens en bevat een hoge dichtheid aan verschillende nationaliteiten. Opdracht tot de bouw van de wijk werd gegeven door de toenmalige Algemene Woningbouwvereniging Volkshuisvesting (AWV) in Delft, die de architect S.J. van Embden inhuurde om een woonbuurt te ontwikkelen in het toen populaire concept van de Functionele Stad. Hoogbouw deed daarmee zijn intrede in Delft. De wijk die werd ontwikkeld, bestond uit ruim duizend woningen. Die waren over acht flats verdeeld van elf verdiepingen, vier middelhoge flats met vier verdiepingen en een aantal eengezinswoningen.
In de jaren 90 werd besloten dat de woningen in de hoge Poptahofflats niet meer voldeden, en er kwamen plannen voor renovatie van de wijk. De renovatie zou bestaan uit het creëren van meer open ruimte door het slopen van de laagbouwflats, en het volledig verbouwen van de hoogbouw. De laagbouwflats werden begin 21ste eeuw gesloopt. Het strippen van de eerste hoogbouwflats zou aanvankelijk zo rond het jaar 2000 beginnen, en wel bij de voorste flats. Na enkele jaren van uitstel, onder meer door protest van winkeliers onder de voorste flats van de Poptahof, die vervangende winkelpanden eisten in de periode dat de voorste flats zouden worden verbouwd, werd er vanaf 2004 pas begonnen met het ontruimen van de eerste flats voor de verbouwing. Men begon daarbij uiteindelijk bij de achterste flats. In 2006 werd geschat dat de totale renovatie in 2014 zou worden afgerond.
Een deel van de flats werd niet meer gerenoveerd, waardoor de werkzaamheden al eerder in 2013 werden afgerond.

## Werkzaamheden
Behalve de ingrijpende renovatie van de flats van de Poptahof werden en worden er nog andere grote werkzaamheden in de Voorhof uitgevoerd. Om de verkeersdrukte voor auto's te verminderen werd in 2009 en 2010 de Papsouwselaan opnieuw ingericht, met in beide richtingen één rijstrook voor auto's. Aan de Papsouwselaan werd in 2011 een nieuwe parkeergarage gebouwd. Deze was nodig voor een eventuele uitbreiding van het winkelcentrum In de Hoven. De parkeergarage en de herinrichting van de Papsouwselaan passen in het kader van de renovatie van de wijk. Het centrale verkeersplein, het Delflandplein, werd opnieuw ingericht van een grote kruising tot een rond plein. Op de Martinus Nijhofflaan werd op de trambaan gras gelegd.
Station Delft Campus, toen nog station Delft Zuid werd aan het einde van 2010 en in 2011 opnieuw ingericht. Het veranderde in 2019 van naam. Er werden weer nieuwe werkzaamheden uitgevoerd om het station iets te verleggen en er een fietstunnel onderdoor te leggen.
Tramlijn 1 reed vanaf 2011 tijdelijk niet meer door de Voorhof vanwege de werkzaamheden aan de treintunnel door Delft. De trams konden niet meer door de Irenetunnel. De tram werd ongeveer een jaar later opnieuw in gebruik genomen en rijdt gelijkvloers over de spoortunnel. Een van de eerste projecten was X-ray, een nieuw complex langs het spoor voor studentenhuisvesting. Het werd aan het einde van 2014 geopend. Er werden sinds 2015 aan beide kanten van de Martinus Nijhofflaan nieuwe flats gebouwd, met dezelfde architectuur van de nieuwe flats als in de Poptahof. Er werden eerst drie flats boven De Hoven Passage gebouwd en later ook flats aan de andere kant van de weg. Er werd in juli 2023 een nog hogere woontoren, de 'Prince of Delft', opgeleverd.

## Kunst
Een beeld van de kunstenaar Chris Dagradi is in april 2007 in de Voorhof geplaatst.

## Foto's

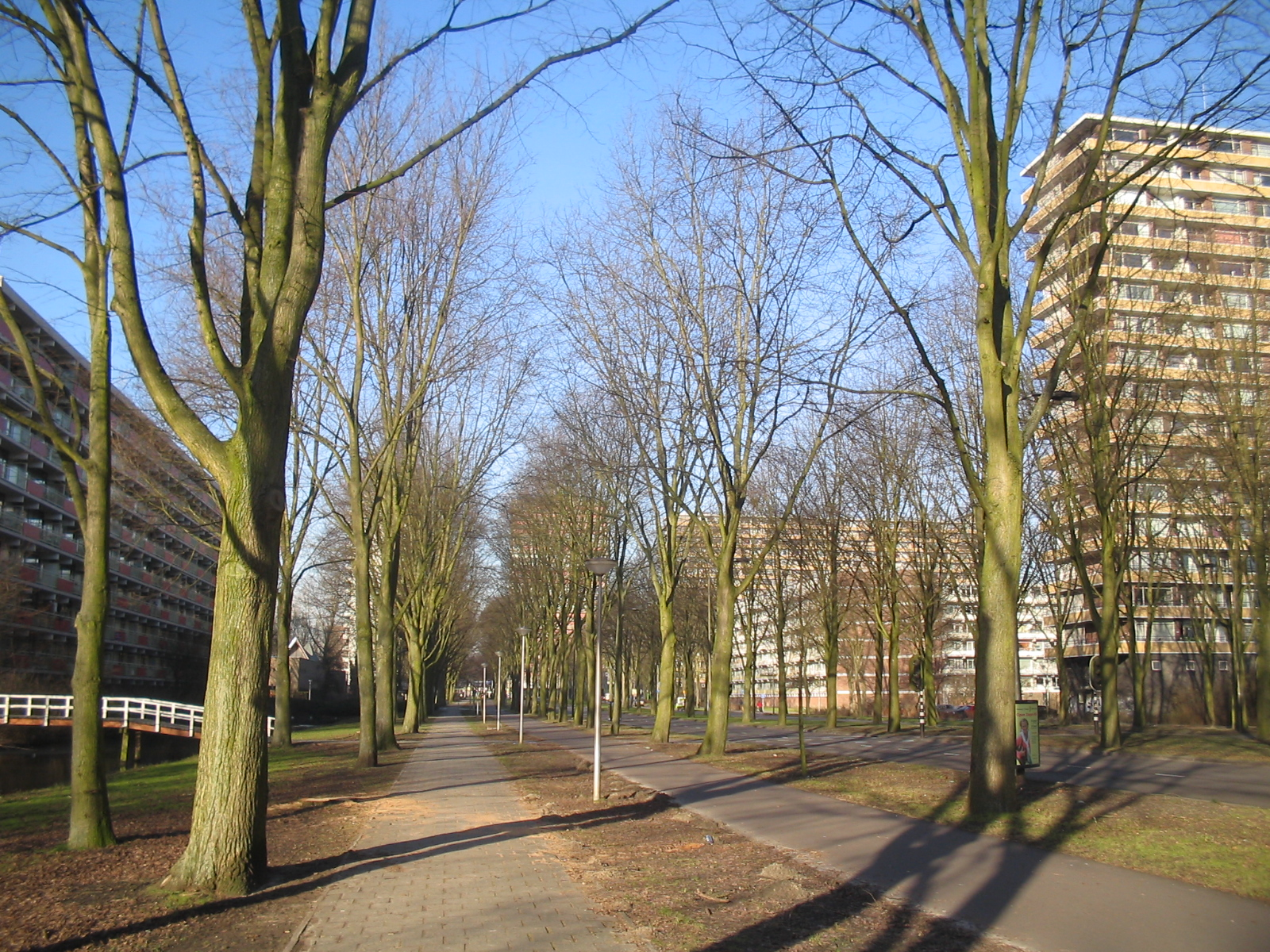
Voorhofdreef
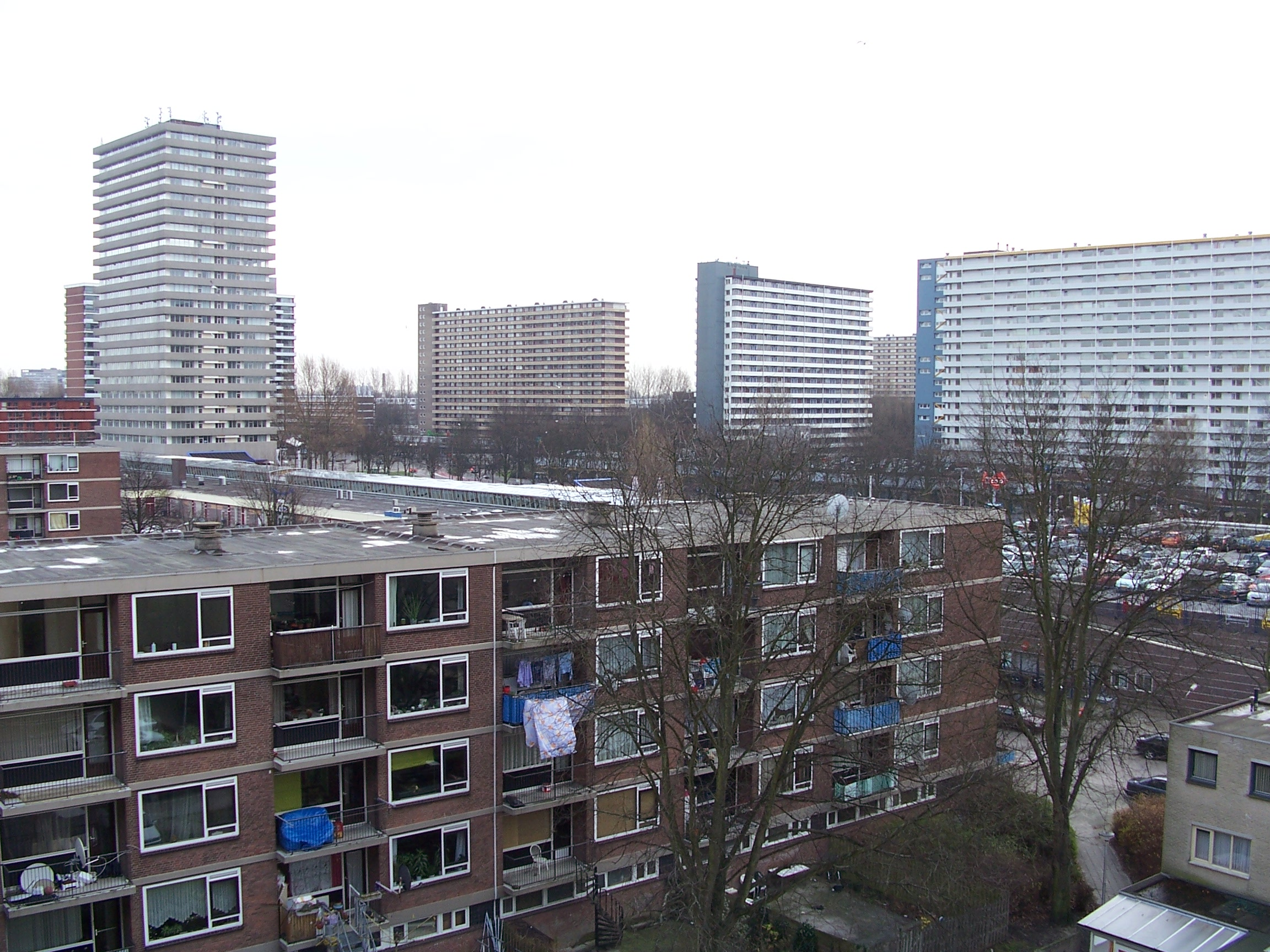
Uitzicht vanuit de Poptahof op de hoogbouw rondom de Martinus Nijhofflaan in 2007
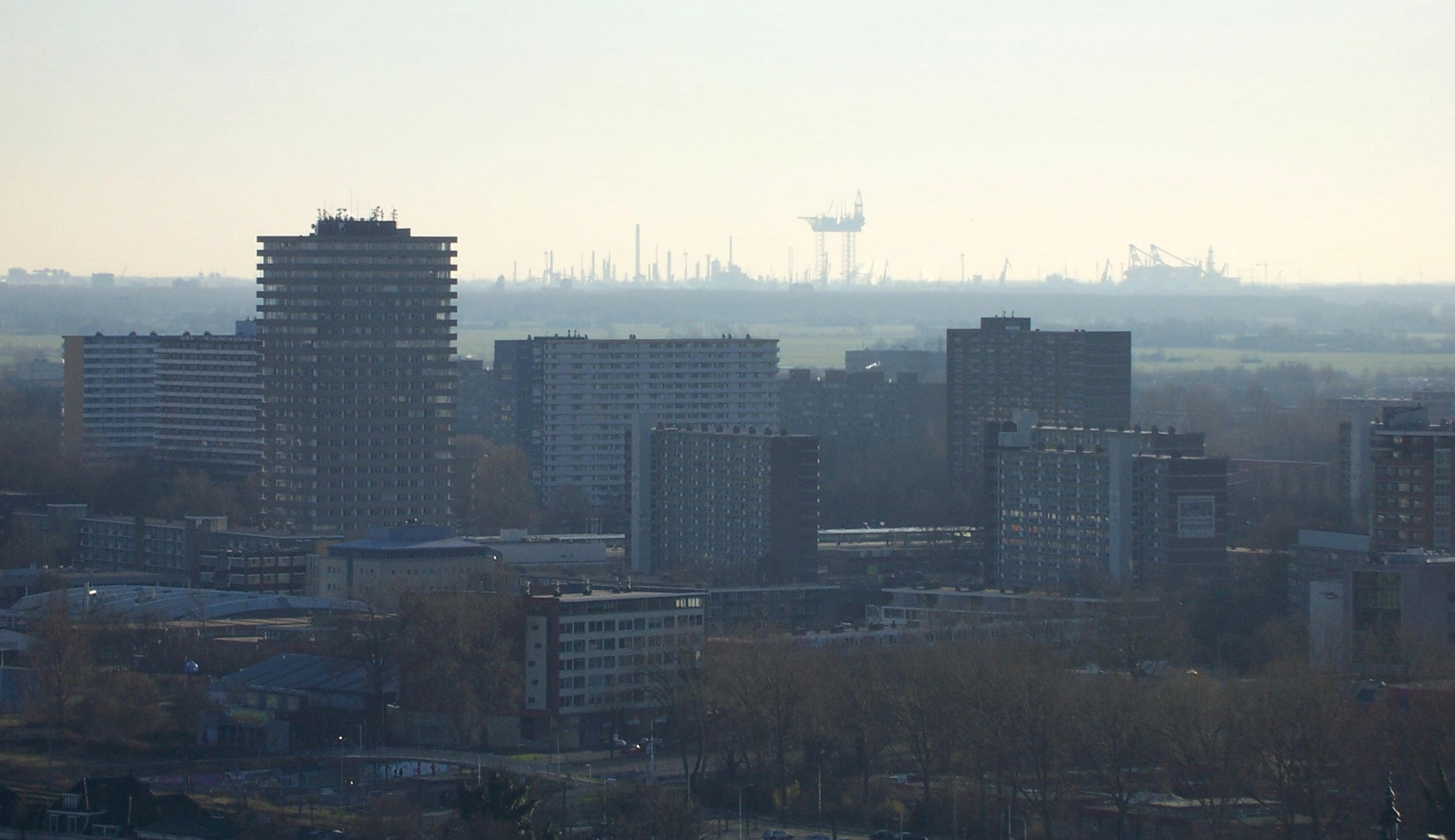
Zicht op Voorhof in 2008 vanaf de Nieuwe Kerk, voor de verbouwingen vanaf 2009
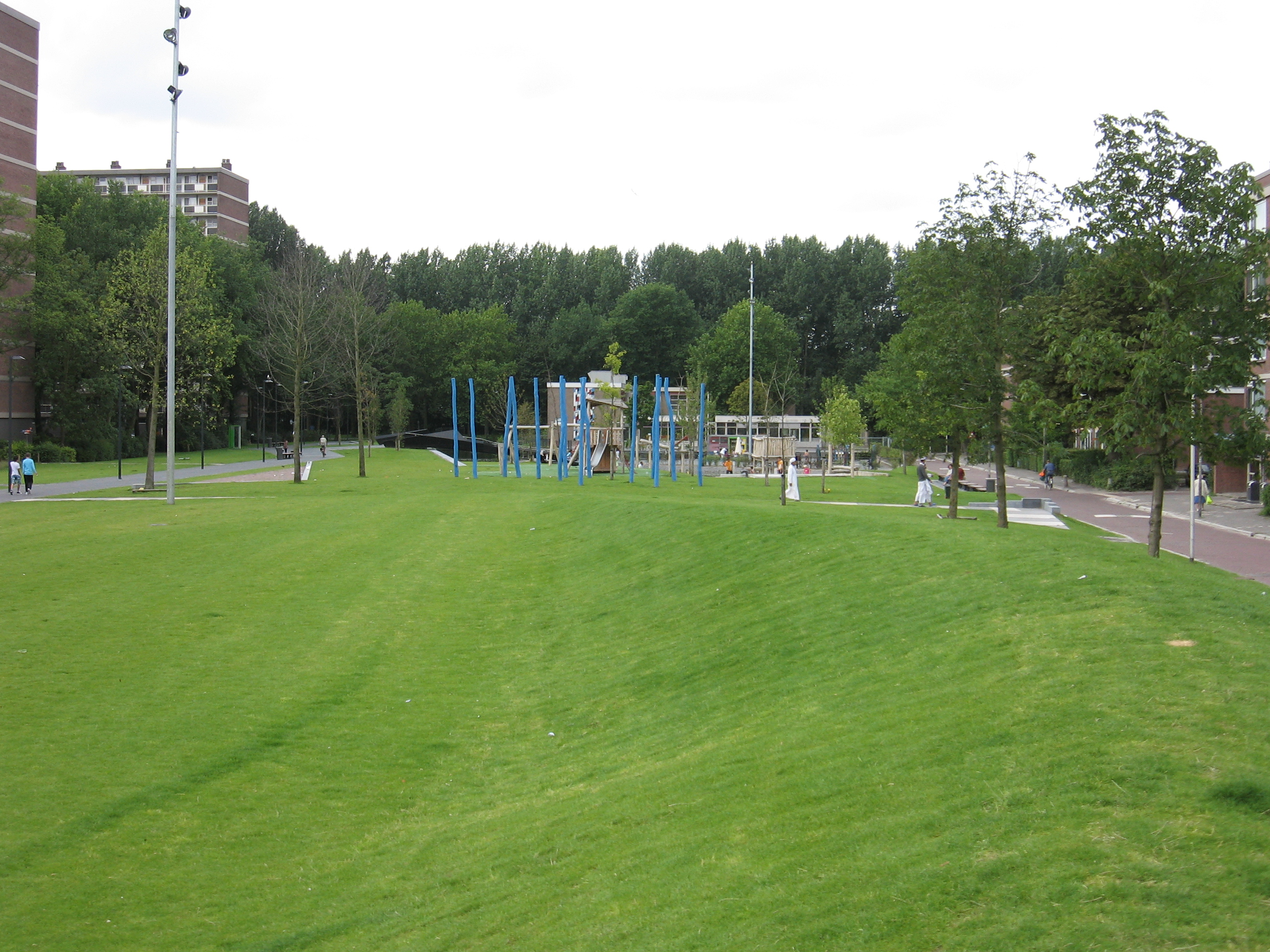
Poptahof, kort daarvoor heringericht, maar later ingrijpend veranderd 2008

Stad: Delft     Buurtschappen: Abtswoude · Klein-Delfgauw

Wijken en Buurten: Buitenhof · Centrum · Delftse Hout · Hof van Delft · Ruiven · Schieweg · Tanthof · Voordijkshoorn · Voorhof · Vrijenban · Wippolder

Bedrijventerreinen: Delftechpark · Technopolis

Zuid-Holland: Steden en dorpen    Nederland: Provincies · Gemeenten